# Opel Rekord P2
L'Opel Rekord P2 est un modèle de voiture lancé par Opel en août 1960 en tant que successeur de l'Opel Olympia Rekord P (qui est ensuite appelée Rekord P1 avec l'apparition de la P2). Une innovation est la version coupée, qui est d'abord construite en externe, puis en interne.
Selon la source littéraire, elle est classée dans la catégorie grande routière ou dans la catégorie familiale routière.

## Historique du modèle

### Général
La carrosserie est redessinée et les fenêtres panoramiques — ce que signifie le « P » dans le nom du modèle — ne sont plus aussi courbées que sur la prédécesseur, ce qui facilite l'accès à l'avant. Suivant la mode de l'époque, les petites ailerons arrière servent de guides pour le stationnement. Le nouveau modèle est appelé « P2 ».
Techniquement, Opel fait s'appuyer la P2 sur son modèle précédent, mais la protection des occupants est améliorée jusque dans les moindres détails. Le mot « Olympia » est toujours présent sur le couvercle de la boîte à gants. L'intérieur semblait modernisé. Un revêtement bicolore et une peinture bicolore étaient également disponibles dans cette gamme de modèles. Lors de la conception de la P2, les dimensions de l’intérieur ont été déterminées avant la formation de la carrosserie. Les conditions d’accès devaient s’améliorer considérablement. Le pare-brise panoramique était moins tiré sur les côtés au profit de portes plus grandes. Cela n'a pas affecté la visibilité; la presse spécialisée a jugé la visibilité panoramique très bonne en raison des vitres avant et arrière courbées dans les coins. Un léger élargissement des passages de roue pour l'utilisation d'autres roues a eu un effet positif sur le comportement de conduite et le confort de la suspension a également été amélioré. Le châssis de la P2 différait considérablement de celui de la P1 en termes de construction : le plancher était soudé aux longerons et aux traverses qui recevaient les essieux et le moteur. Opel a décrit cette conception comme autoportante avec un cadre de plate-forme; elle avait déjà été utilisée sur les Opel Kapitän P 2,5 et P 2,6.
Le véhicule était disponible en berline tricorps deux ou quatre portes, en coupé deux portes, en break trois portes et en fourgon de livraison trois portes (break sans vitres latérales arrière) et resta dans la gamme pendant près de trois ans. Le coupé, dont le toit était plus bas et plus incliné à l'arrière que celui de la berline, était surnommé le «Rasender Kofferraum» (coffre déchaîné) en raison de ses proportions quelque peu déséquilibrées. Initialement, Autenrieth transformait des berlines en coupés à Darmstadt et, à partir d'août 1961, l'usine principale d'Opel à Rüsselsheim am Main fabriquait elle-même la carrosserie du coupé. Sur demande, des transformations en cabriolet étaient réalisées par Autenrieth et le carrossier de Cologne Deutsch. Sur les 20 cabriolets construits, huit existeraient encore (en 2005).

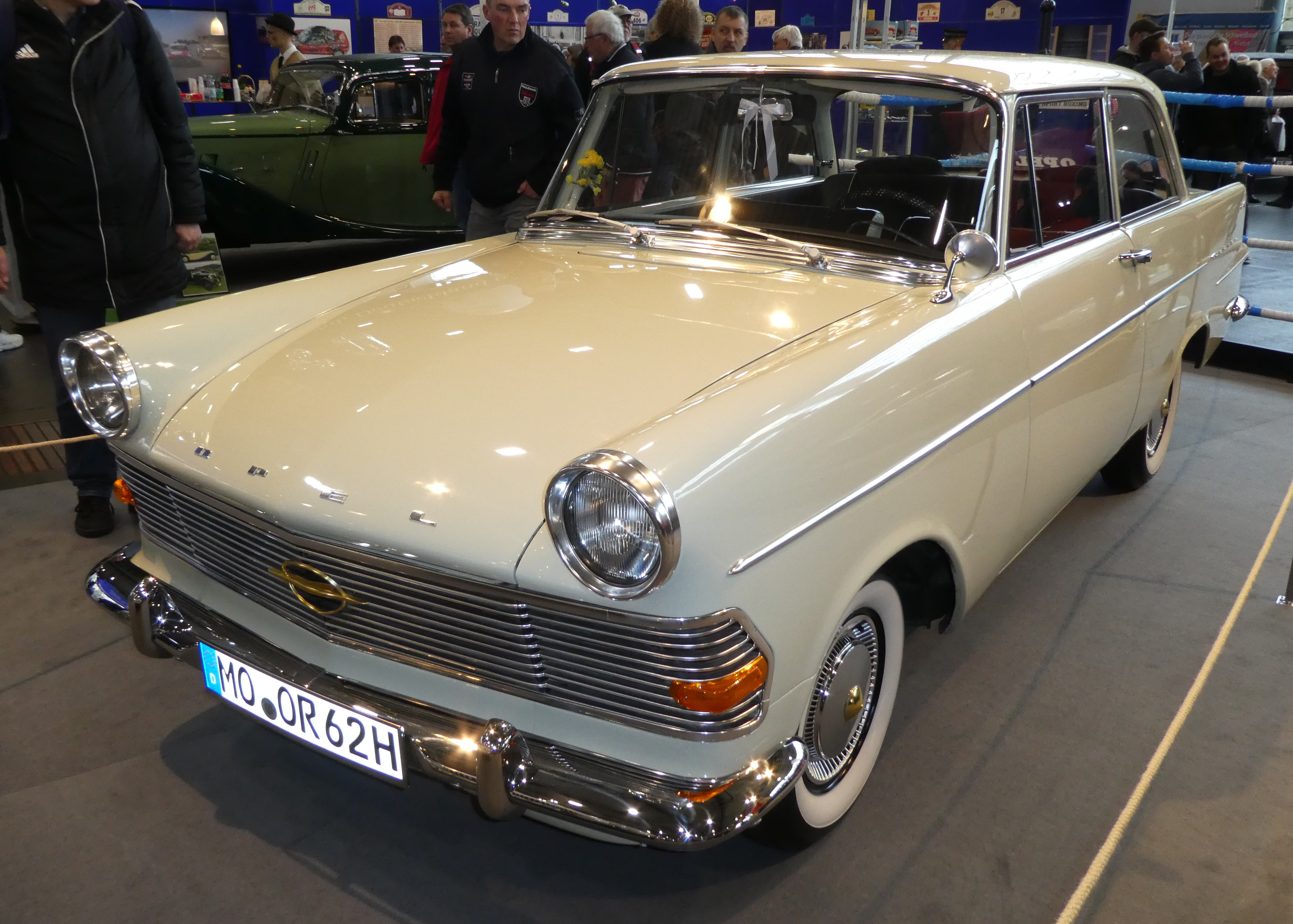
Opel Rekord P2
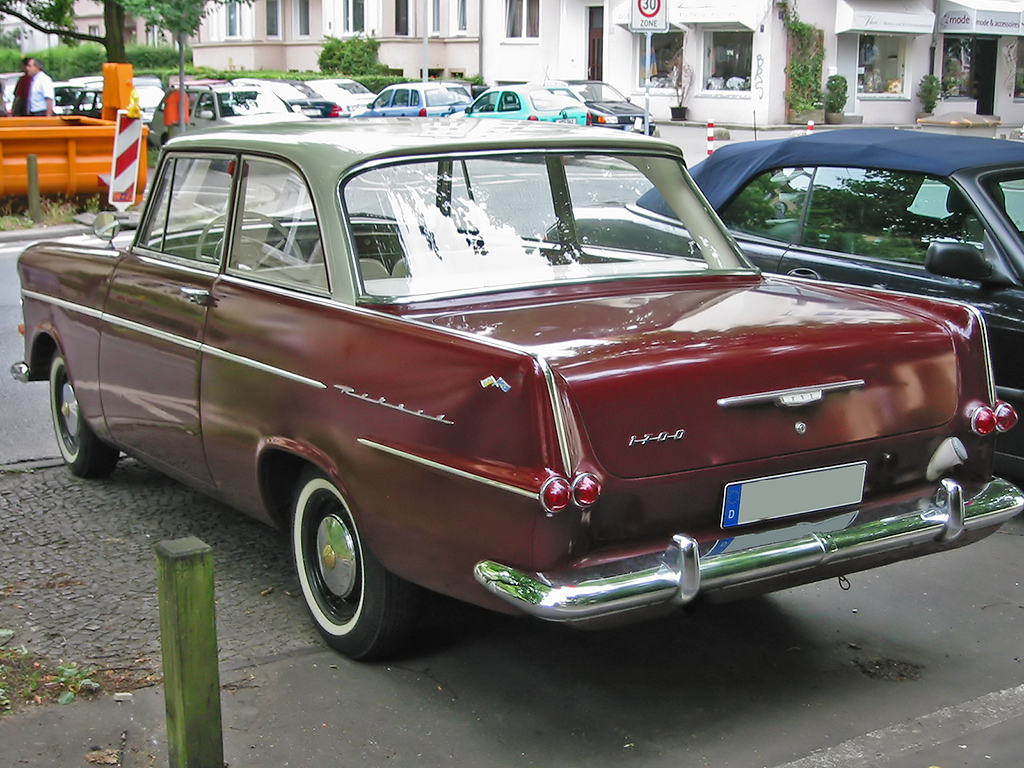
Vue arrière (peinture bicolore)
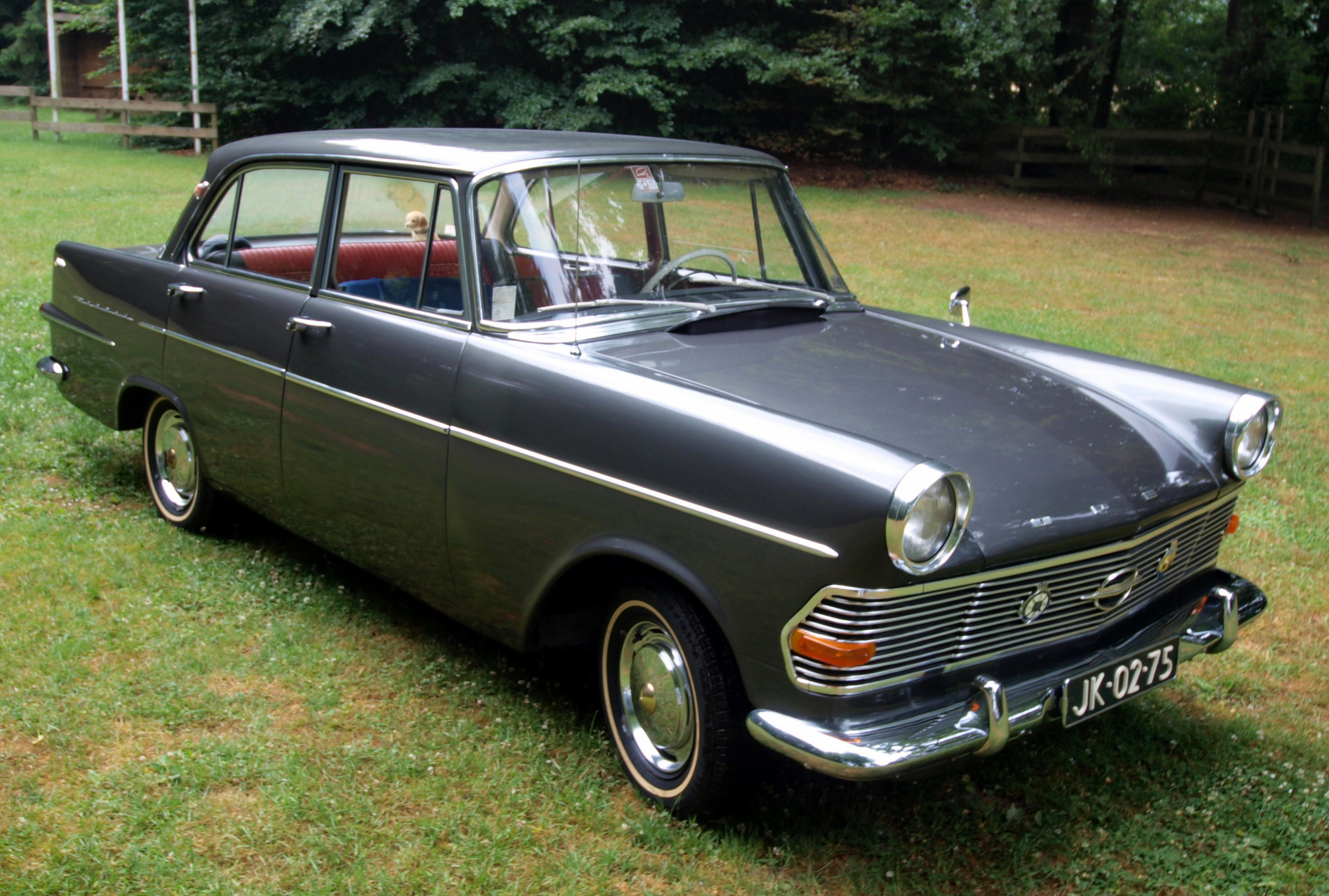
Opel Rekord P2 en berline quatre portes
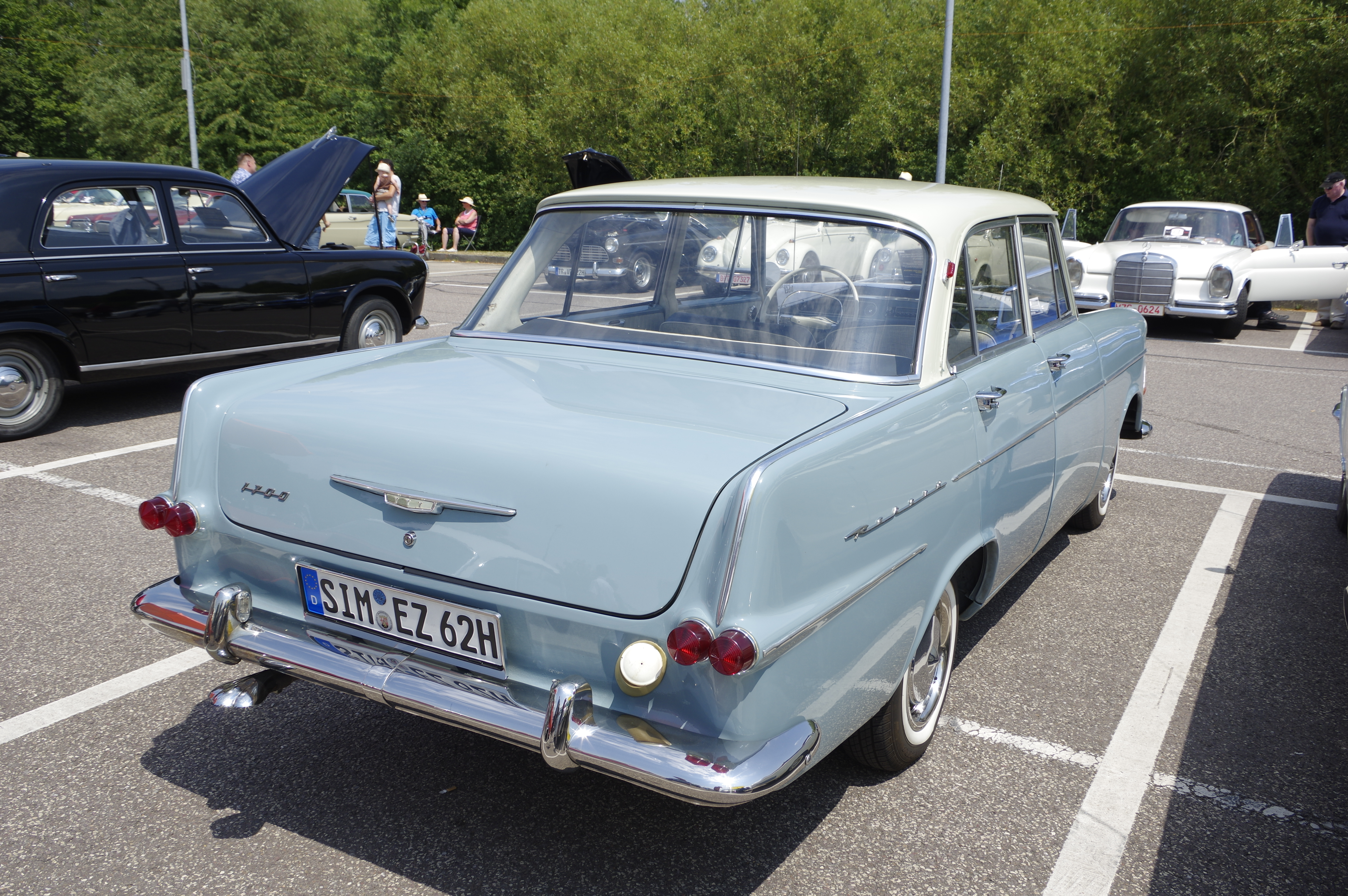
Opel Rekord P2 en berline quatre portes
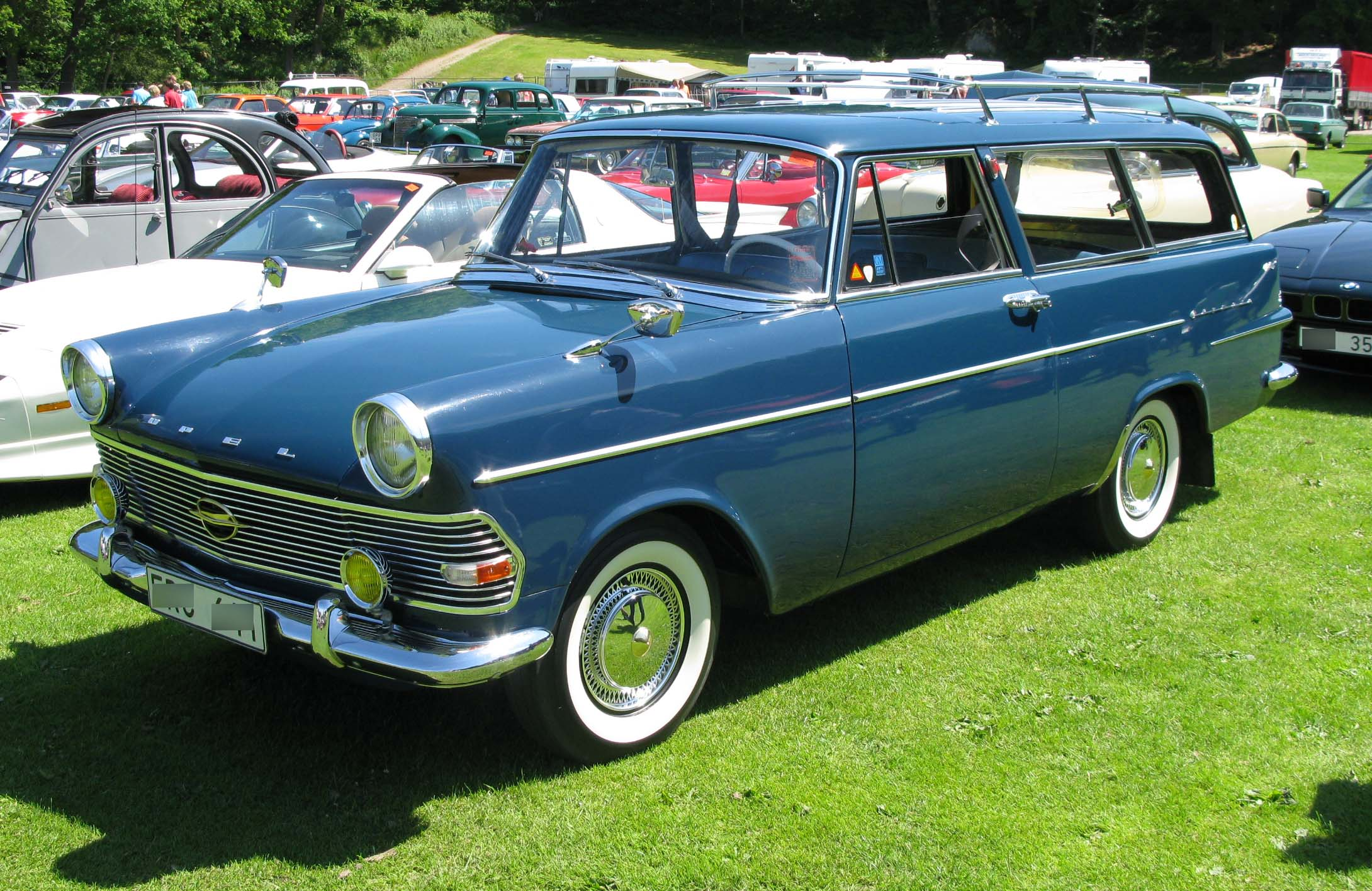
Opel Rekord P2 Caravan (1960–1963)
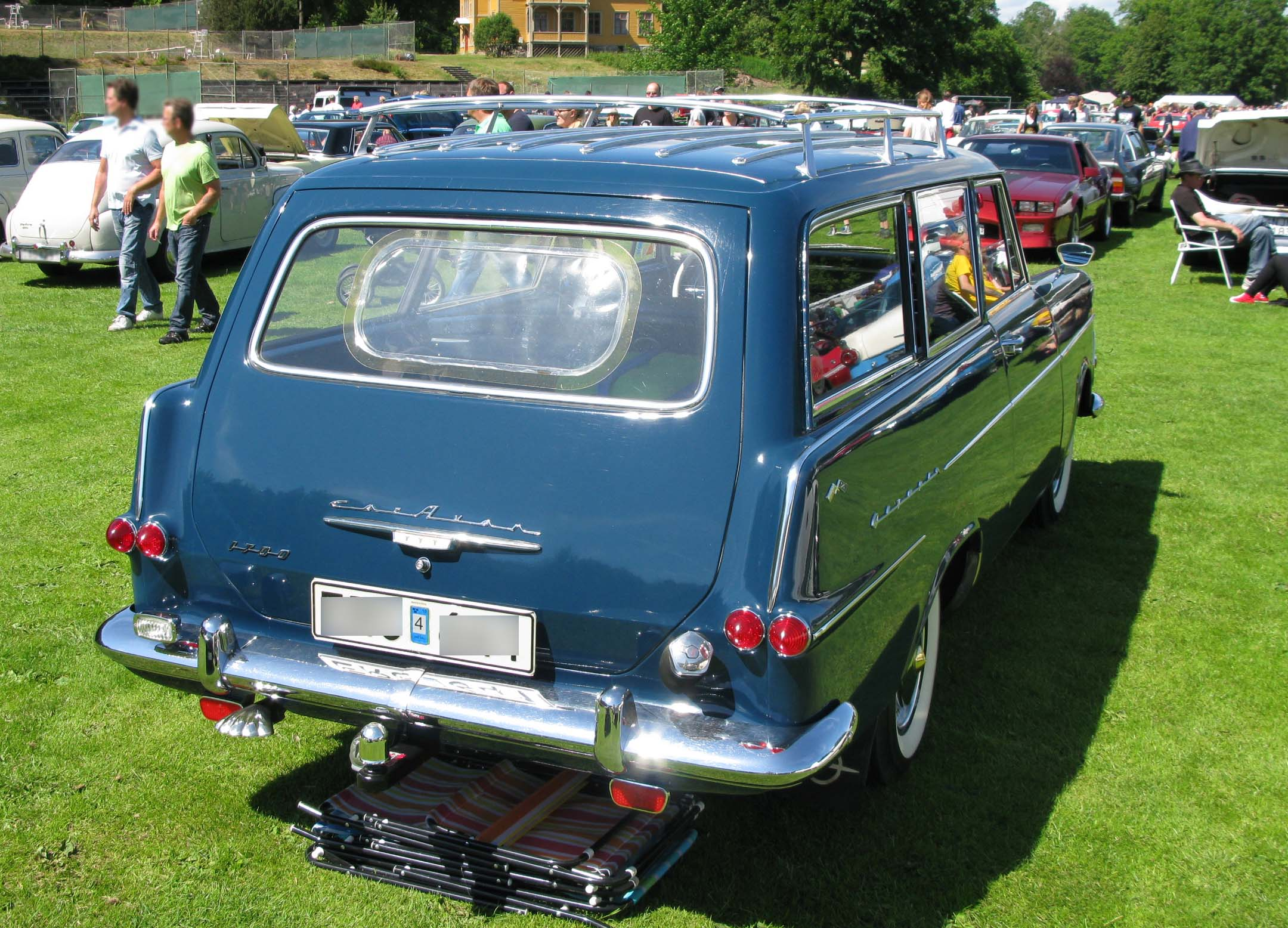
Opel Rekord P2 Caravan (1960–1963)
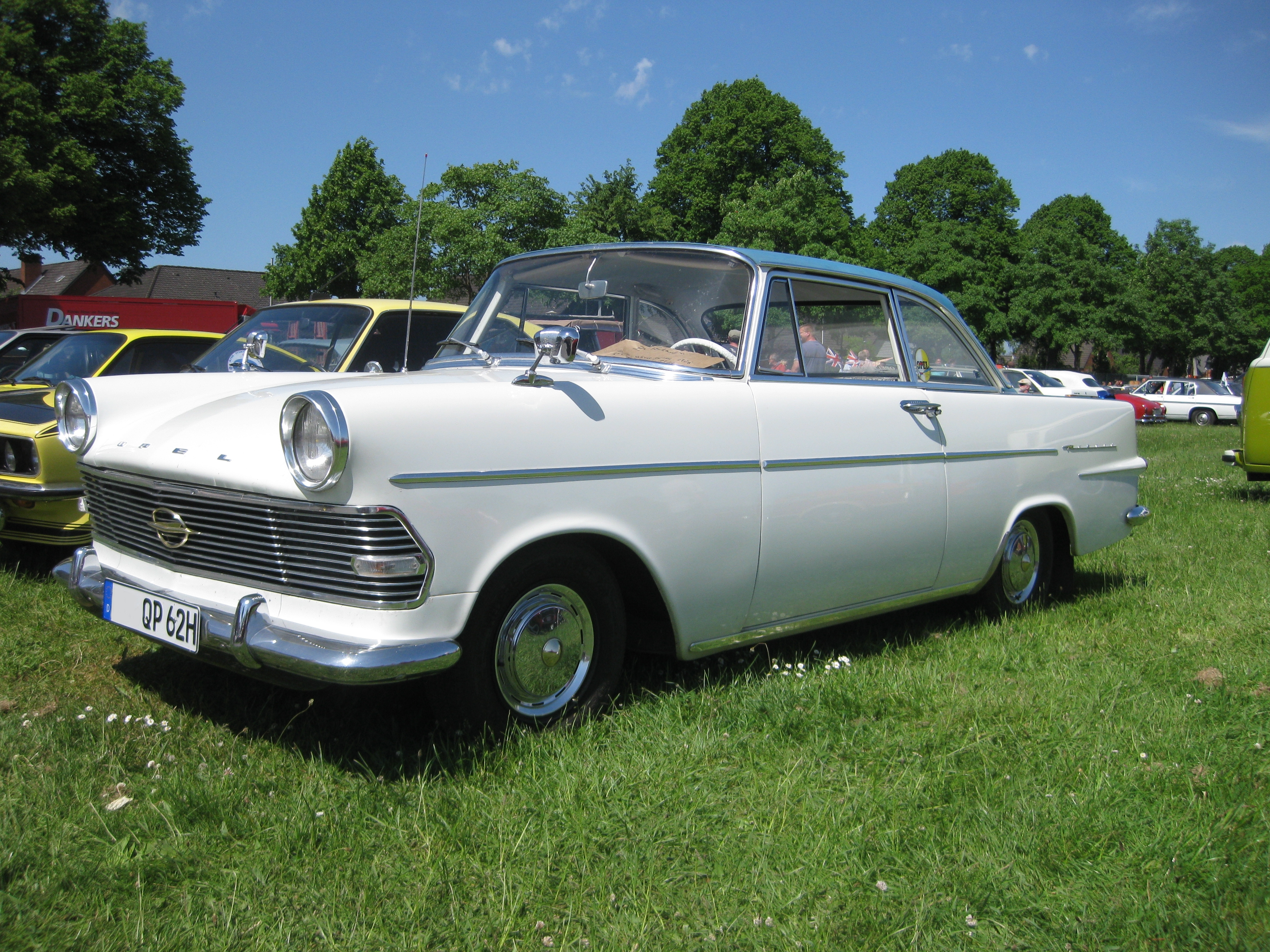
Opel Rekord P2 coupé
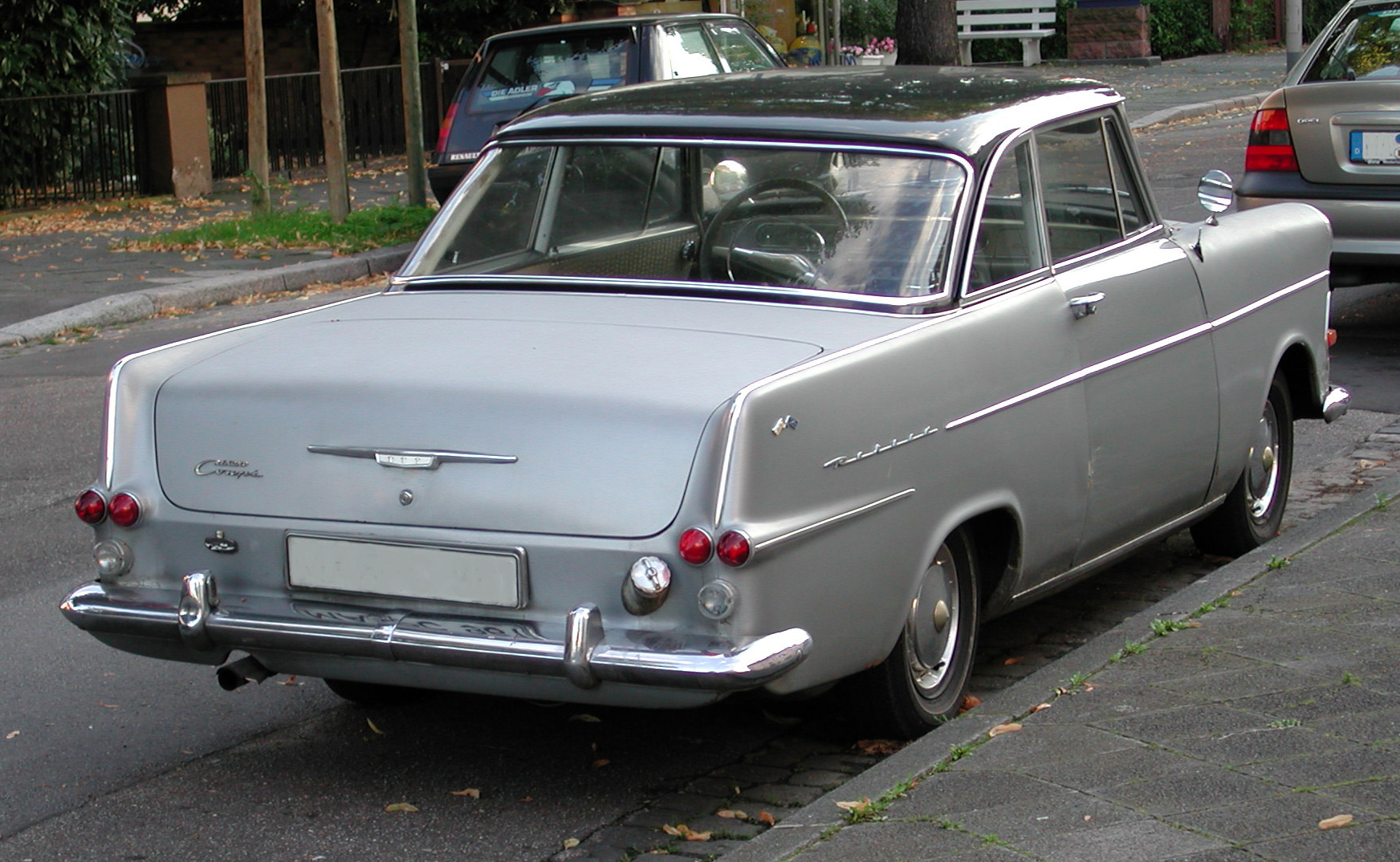
Opel Rekord P2 coupé (1961–1963)

### Transmission
Comme dans la Rekord P1, la source d'entraînement était le moteur quatre cylindres en ligne de l'Opel Olympia de 1937. Le bloc moteur et la culasse étaient en fonte grise et le vilebrequin avait quatre roulements. Il était disponible avec 50 ch (37 kW) à partir d'une cylindrée de 1,5 litre ou avec 55 ch (40 kW) à partir d'une cylindrée de 1,7 litre. Dans la 1700 L, la puissance a été augmentée à 60 ch (44 kW). La Rekord 1500 disposait d'une boîte de vitesses à trois vitesses entièrement synchronisée, les modèles 1700, 1700 L et coupé étaient disponibles avec une boîte de vitesses à quatre vitesses en option. Toutes avaient un levier de vitesses au volant. L'essieu arrière rigide était entraîné via un arbre à cardan monobloc. Tous les modèles, à l'exception de la 1700 L à transmission à quatre vitesses, pouvaient également être équipés de l'embrayage semi-automatique Saxomat de Fichtel & Sachs, appelé « Olymat » chez Opel. La transmission semi-automatique se composait d'un embrayage de démarrage à commande centrifuge et d'un deuxième embrayage pour le changement de vitesse. Le deuxième embrayage, actionné par la dépression du moteur, était activé lors du changement de vitesse par un contact électrique sur le levier de vitesses, éliminant ainsi le besoin d'une pédale d'embrayage. L'Olymat fonctionnait de la même manière que l'embrayage automatique « Hydrak » de la Mercedes Ponton (W 105) à moteurs six cylindres, un embrayage de démarrage hydraulique plus confortable mais techniquement complexe.
À la fin de la production en février 1963, un total de 556 691 exemplaires étaient sortis des chaînes de montage. Le mois suivant, la successeur, l'Opel Rekord A, est arrivée sur le marché.
Parallèlement à la P2, la P1 était disponible jusqu'en décembre 1962 sous le nom d'Opel 1200 avec un équipement simple et un moteur d'une cylindrée de 1,2 litre et d'une puissance de 40 ch (29 kW), plus tard de 46 ch (34 kW) à 4 700 tr/min, ou un moteur d'une cylindrée de 1,5 litre et une puissance de 55 ch (40 kW).